# Болезнь Александера
Болезнь Александера — патологоанатомически демиелинизирующая лейкодистрофия — заболевание, проявляющееся в раннем детском возрасте (до года), является наследственным. Аутосомно-доминантный тип передачи. Свойственны нарушения метаболизма в астроцитах. Наблюдается задержка умственного развития, увеличение массы головного мозга, высокая температура, судорожные припадки, слабый мышечный тонус, прогрессирующая гидроцефалия, пирамидные знаки. У детей Болезнь Александера протекает катастрофически, иногда наступает смертельный исход при проявлениях спастической тетраплегии и децеребрационной ригидности. У взрослых более медленное течение заболевания, с ремиссиями и остановками. Прогрессирует заболевание быстро, рано наступает летальный исход.

## Причины
В 95 % случаев болезнь Александера развивается в результате мутации в гене, расположенном на 17-й хромосоме. Обычно мутация возникает спонтанно, то есть родители являются совершенно здоровыми, их генотип не имеет подобных изменений.
Ген отвечает за продукцию глиального фибриллярного кислого белка GFAP. В случае мутации измененный белок GFAP накапливается во вспомогательных клетках нейронов (нейроглии), что препятствует обеспечению нейронов питательными веществами. Кроме того, при болезни Александера в самом измененном белке GFAP образуются узелковые образования, которые называют волокнами Розенталя. Последние мешают нормальному проведению нервных импульсов по миелиновым волокнам.
У 5 % людей, у которых диагностирована болезнь Александера, подобный или иной генетический дефект не обнаруживается, то есть причина развития остается неизвестной.

## Симптомы
Заболевание впервые проявляет себя у людей в разном возрасте. В зависимости от этого принято выделять несколько клинических форм:
- инфантильная (младенческая);
- ювенильная (юношеская);
- взрослая.

Предполагается наличие так называемой неонатальной формы заболевания, когда ребенок рождается уже с проявлениями болезни. У таких детей обычно с первых дней жизни отмечается повышенное внутричерепное давление, аномально большой череп. Характерен судорожный синдром, выраженная задержка нервно-психического развития. К сожалению, продолжительность жизни таких детей не составляет и года. Некоторые ученые относят эту форму к инфантильной, но с очень ранним началом.
Инфантильная форма развивается в раннем детском возрасте, в среднем — по достижении 6 месяцев. У таких детей плохой аппетит, они часто срыгивают вплоть до рвоты. Отмечается патологически быстрое увеличение размеров головы, нарастание внутричерепного давления. Это сказывается на темпах физического и нервно-психического развития. Дети плохо прибавляют в весе, поздно начинают держать голову (после 3-х месяцев), садиться и ползать. По мере роста и развития ребенка развивается мышечная слабость в конечностях (парезы) наряду с повышенным мышечным тонусом (спастичность), что проявляется ограничением объема и силы произвольных движений. На фоне парезов в конечностях появляются непроизвольные движения: выкручивающие, червеобразные движения в пальцах рук, повороты головой с фиксацией позы и тому подобное. Эти явления называются гиперкинезами, в частности, хореоатетозом. Возможны судорожные эпилептические припадки. Страдает интеллект: дети не узнают близких, не проявляют интерес к игрушкам, они не овладевают навыками (например, не могут нанизать кольца на пирамидку в соответствующем возрасте). Также нарушается координация движений, наблюдаются подергивания глазных яблок (нистагм). Самостоятельная ходьба практически невозможна. Заболевание неуклонно прогрессирует и заканчивается смертью в течение 2-3 лет.
Ювенильная форма проявляет себя несколько позже, в возрасте от 4 до 14 лет, в среднем — около 9 лет. Хотя отдельные признаки заболевания могут появиться и раньше — в 2-3 года, но обычно их не связывают с болезнью Александера. Такие дети несколько отстают в нервно-психическом развитии, страдают от судорог. У них голова имеет больший размер по сравнению со сверстниками (но не настолько больший по сравнению с инфантильной формой). Несколько позже присоединяются нарушения речи (смазанность, нечеткость), поперхивание при приеме пищи, а затем и при глотании воды. Голос приобретает гнусавый оттенок. Движения языком затрудняются. Все эти изменения формируют бульбарные и псевдобульбарные расстройства, а возникают в результате поражения ствола мозга. По утрам больных беспокоят неукротимые рвоты. Так же, как и при инфантильной форме, появляется мышечная слабость в конечностях, которая постепенно нарастает.
Мышечный тонус увеличивается, мышцы становятся плотными и твердыми на ощупь, появляются патологические стопные признаки (симптом Бабинского) и другие). Постепенно эти изменения охватывают все четыре конечности, что становится причиной расстройств передвижения и самообслуживания. Возможны нарушение равновесия, расстройства поведения. Обычно интеллектуальные расстройства выражены незначительно или вообще отсутствуют, хотя описаны случаи и резкого снижения мыслительных способностей. У больных с ювенильной формой периодически регистрируют рефлекторную остановку дыхания: апноэ. В конце концов, прогрессирующее поражение нервной системы заканчивается смертельным исходом, в среднем, через 10 лет от появления начальных клинических признаков заболевания.
Взрослая форма развивается в сроки от 20 до 70 лет. Клинические симптомы довольно разнообразны, поскольку могут быть отражением патологии любого участка головного мозга. Чаще всего это парезы и параличи с повышенным мышечным тонусом, нарушения координации движений и равновесия, непроизвольные неконтролируемые движения, нарушения речи и глотания. Снижение интеллекта незначительное. Часто выявляется нистагм и нарушение содружественных (одновременных и однонаправленных) движений глазными яблоками. Болезнь прогрессирует и неизбежно заканчивается летальным исходом (обычно от присоединения интекуррентных инфекций).

## Диагностика
Диагностика заболевания прижизненно довольно затруднительна, потому что клинических симптомов, свойственных только болезни Александера, нет. И специфических изменений ни один из методов исследования не выявляет (не считая генетического анализа, который, тем не менее, необходимо еще назначить, подозревая эту болезнь).
При магнитно-резонансной томографии головного мозга (МРТ) при болезни Александера выявляется демиелинизация различных отделов мозга (при инфантильной и юношеской формах — преимущественно в лобных с распространением на другие области, при взрослой — более выражена в мозжечке и стволе мозга).
При электроэнцефалографии регистрируют изменения биоэлектрической активности мозга в лобных отделах.
Генетический анализ наиболее точно позволяет подтвердить диагноз болезни Александера: находят мутацию в гене GFAP на 17-й хромосоме (в 95 % случаев). Следует помнить, что у 5 % больных этим заболеванием генетический дефект не обнаружен и по сей день.
Подтверждением заболевания служит обнаружение волокон Розенталя (что возможно при биопсии мозга или уже после смерти при вскрытии).

## Лечение
Сегодня медицина не располагает эффективными способами лечения болезни Александера. Возможно, будущее в этом направлении принадлежит генной инженерии.
После установления диагноза обычно проводят симптоматическую терапию, позволяющую облегчить и продлить жизнь больному:
- при парезах назначают стимуляторы нервно-мышечной проводимости (Нейромидин);
- при спастичности мышц — миорелаксанты (Баклофен, Сирдалуд, Мидокалм);
- при эпилептических припадках — противосудорожные препараты (Вальпроаты, Сибазон и другие);
- для уменьшения непроизвольных движений могут использоваться нейролептики (Галоперидол, Азалептин и другие).

Для передвижения используют специальные приспособления, в том числе и ортопедические. Пик болезни позволяет передвигаться только с помощью инвалидной коляски. Конечно, в терминальных стадиях заболевания больные нуждаются в постоянном постороннем уходе.
Болезнь Александера — редкое, в основном, генетически обусловленное заболевание. Его развернутая клиническая картина представляет собой двигательные, координаторные нарушения, проблемы с речью и приемом пищи. Почти все взрослые больные живут не более 10 лет с момента развития заболевания. Наиболее точным методом диагностики является генетический. Способы лечения находятся в стадии разработки, больным в настоящее время помогают только симптоматическими средствами.